# Source Mage
Source Mage GNU/Linux — дистрибутив GNU/Linux основанный на установке пакетов из исходного кода. Его основной особенностью является система управления пакетами sorcery. Девизом Source Mage является фраза: "Linux so advanced, it may as well be magic" (Линукс настолько прогрессивен, что может казаться магией).

## История
Изначально был дистрибутив Sorcerer GNU/Linux - дистрибутив, созданный Kyle Salee, который использовал уникальную систему управления пакетами под названием sorcery. К сожалению, по определённым причинам был создан форк Sorcerer'а под названием Lunar Penguin (позднее Lunar Linux). Kyle приостановил работу над Sorcerer без каких либо объяснений. Благодаря свободе, предоставляемой GPL, сообщество продолжило работу над дистрибутивом, собрав различные компоненты системы из собственных резервных копий. Месяц спустя Kyle возобновил работу над Sorcerer, используя новую лицензию, запрещающую форки, он назвал эту лицензию SPL. После голосования сообщество решило продолжить разработку собственного дистрибутива под названием Source Mage.
В настоящий момент продолжается разработка трёх дистрибутивов, основанных на sorcery:
- Sorcerer
- Lunar Linux
- Source Mage

## Терминология
Source Mage использует магическую и мифологическую метафору для названий многих компонент проекта:
- sorcery - система управления пакетами
- spell - инструкция с помощью которой происходит установка пакета (технически это коллекция bash скриптов и некоторых других файлов)
- grimoire (гримуар) - набор spell'ов разбитый на секции
- cast (кастануть, наложить заклинание) - команда с помощью которой производится установка пакета (cast <spell>)
- dispel (снять заклинание) - команда с помощью которой производится удаление пакета (dispel <spell>)
- gaze (пристальный взгляд) - поиск и просмотр информации о пакетах

## Установка
Установка Source Mage заключается в создании минимальной системы включающей в себя ядро, компилятор, базовые утилиты, а также рабочее соединение с интернетом. Это позволяет в дальнейшем скачивать, компилировать и	устанавливать другие компоненты.